# Al-Shaab (Ibb)
Der Shaab Ibb Sports and Cultural Club (arabisch نادي شعب إب الرياضي والثقافي, DMG Nādī Šaʿb Ibb ar-riyāḍī wa-ṯ-ṯaqāfī) ist ein jemenitischer Fußballklub aus Ibb.

## Geschichte
Der Klub wurde im Jahr 1964 gegründet. Aus den ersten Jahren ist nicht viel über den Klub bekannt, nach der Wiedervereinigung des Landes, spielte man aber in der ersten Saison 1990/91 in der höchsten Spielklasse. Hier hielt man sich auch erst einmal bis zur Spielzeit 1993/94, nach der man absteigen musste. Zur Saison 1997/98 gelang hier die Rückkehr und man konnte sich mit 45 Punkten sogar auf den oberen Tabellenplätzen festsetzen. Am Ende der Spielzeit 2002/03 konnte man sich dann erstmals als Meister krönen. So durfte man auch am AFC Cup 2004 teilnehmen, welches zeitgleich auch die erste Austragung des Wettbewerbs war. Hier gelang aber in der Gruppenphase nur ein dritter Platz, was nicht für ein Weiterkommen reichte. Gleich in der Folgesaison gelang es dann noch ein weiteres Mal sich die Meisterschaft zu holen. In derselben Zeit holte man sich in den beiden Meisterspielzeiten auch jeweils den Sieg im President Cup.
Danach konnte man erst einmal nicht mehr ganz oben anknüpfen und rutschte zum Ende des Jahrzehnts in der Tabelle ab. Relativ unerwartet gelang es aber dann in der Spielzeit 2011/12 doch Meister zu werden und anschließend auch den Super Cup zu gewinnen. So folgte dann auch die Teilnahme am AFC Cup 2013, wo man in der Gruppenphase jedoch keinen einzigen Punkt sammeln konnte und so als letzter diese abschloss.
Nach der Militärintervention im Jahr 2015, durch die es sowieso keinen richtigen Spielbetrieb gab, nahm das Team in der erst einmal nur an kleineren Turnieren teil. Mit dem YFA Tournament 2019/20 gibt es dann erstmals wieder ein landesweit ausgespielte Turnier. In seiner lokalen Gruppe qualifizierte sich der Klub aber knapp nicht für die Playoffs. In der Saison 2021 landete der Klub dann auf einem Relegationsplatz und konnte sich abschließend jedoch gegen Shabab al-Jeel durchsetzen und so in der Liga verbleiben.

## Erfolge
- Yemeni League: 2002/03, 2003/04, 2012
- President Cup: 2002, 2003
- September 26 Cup: 2002